# 다마 뉴타운

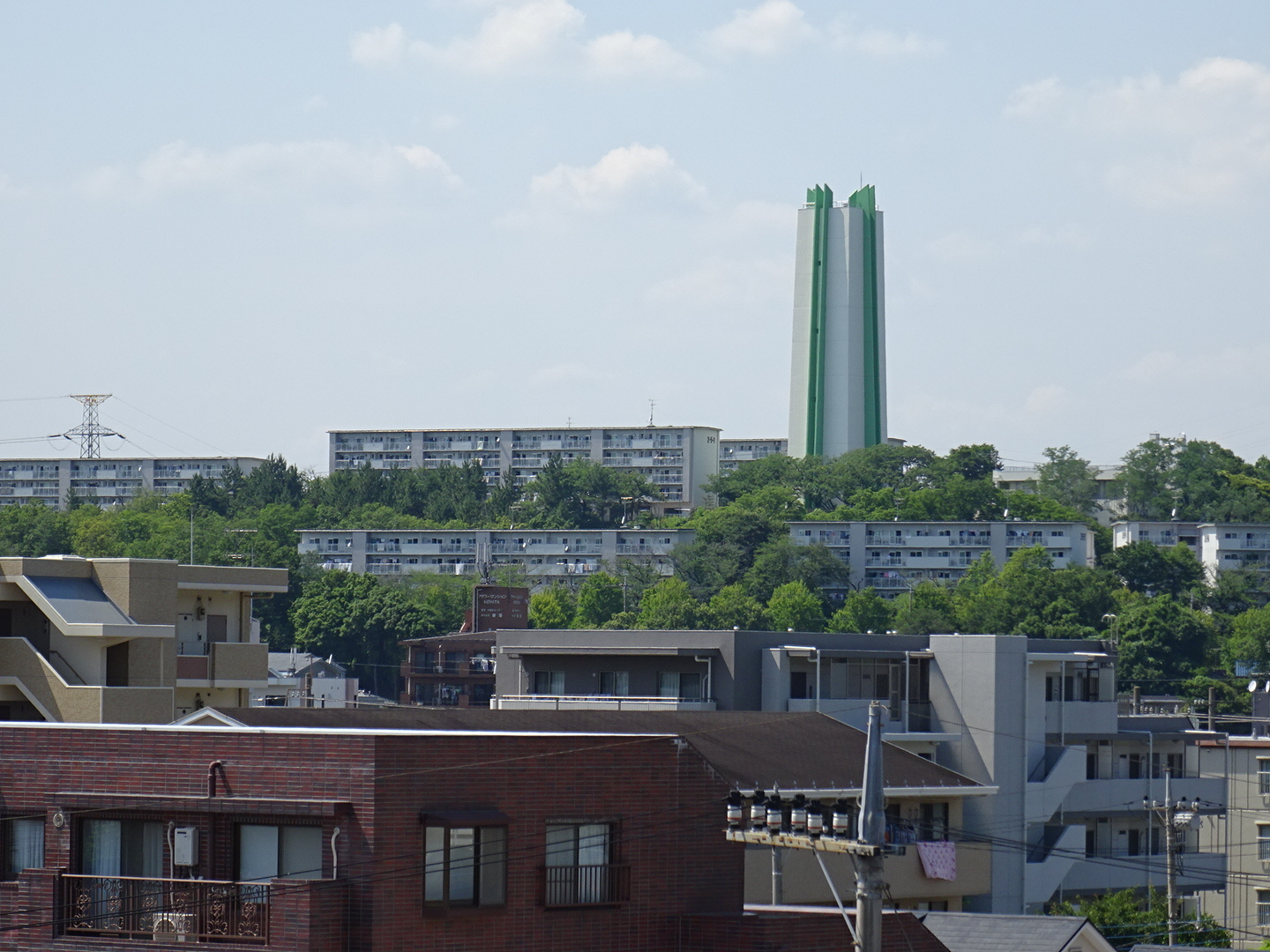
개발 당시 건설중인 다마 뉴타운의 모습.

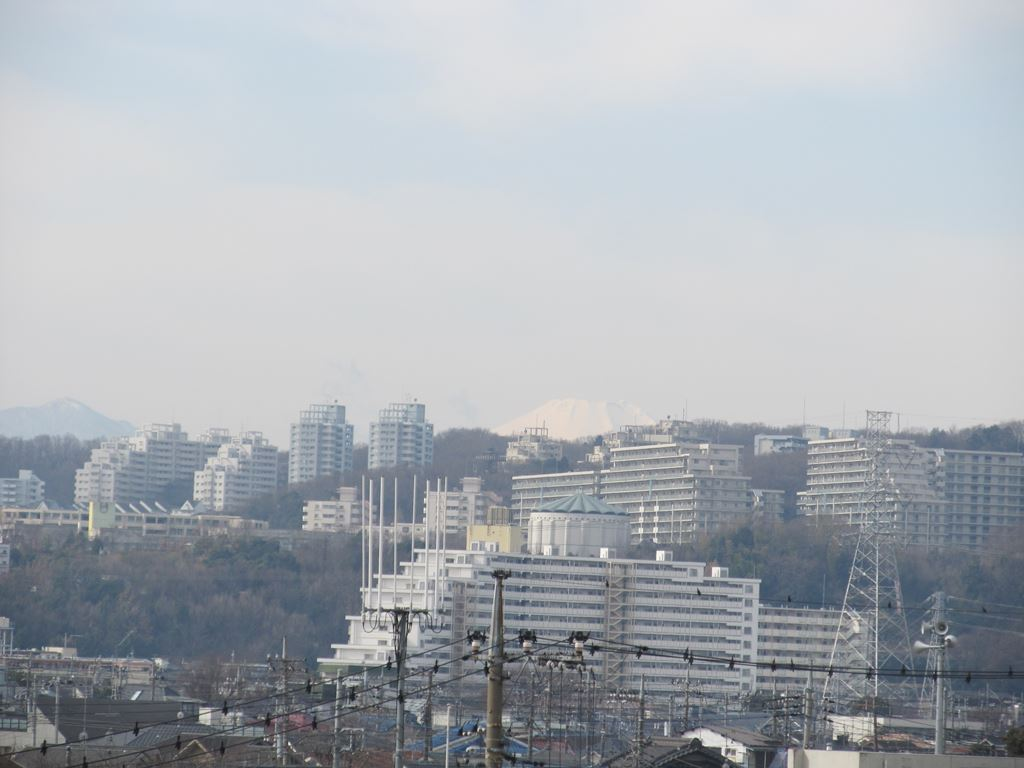
조후시의 다마강에서 이나기시 방향으로 바라본 모습. 우측에 하얗게 보이는 만년설인 후지산도 보인다.

다마 뉴타운(多摩ニュータウン)은 일본 도쿄도의 하치오지시, 다마시, 이나기시, 마치다시 등의 자치구들을 가로지를 정도로 이루어져 있는 대규모의 주택 개발 사업이다. 이 신도시는 1965년부터 본격적으로 설계된 것으로 보인다. 다만 이 지형 특성상 동서로 뻗은 상태를 가진 길이가 약 14km, 너비 역시 약 1~3km로 도쿄도 구부의 중심지를 기준으로 서쪽으로 약 20km 이상 떨어진 지역인 다마 구릉으로 알려진 광활한 언덕에 위치하고 있다. 2019년을 기준으로 약 20만여 명의 주민이 이 신도시 지역에 거주하고 있다. 총 면적은 2,884 ha로 췬완 신시진과 비슷한 규모이다.
이와 같이 일본 최대의 신도시 개발 사업으로 알려져 있는 다마 뉴타운은 대한민국이 신도시를 모델로 삼은 표본이다.

## 같이 보기
- 닛폰 애니메이션
- 센리 뉴타운
- 센보쿠 뉴타운
- 고호쿠 뉴타운
- 지바 뉴타운
- 다마시
- 다마 구릉(일본어판)